# Ingersleben
Ingersleben é um município da Alemanha, situado no distrito de Börde, no estado de Saxônia-Anhalt. Tem 31,27 km² de área, e sua população em 2019 foi estimada em 1.356 habitantes.